# Eugeniu Stătescu
Eugeniu Stătescu (ur. 25 grudnia 1836 w Bukareszcie, zm. 30 grudnia 1905 tamże) – rumuński adwokat i polityk, który sprawował stanowisko ministra spraw zagranicznych Rumunii: pomiędzy 9 października 1881, a 1 sierpnia 1882 roku.

## Życiorys
Ukończył studia prawnicze na Uniwersytecie Paryskim, tam też obronił pracę doktorską. Po powrocie do kraju wykonywał zawód adwokata, a także pisał artykuły do prasy liberalnej. W 1868 związał się z Partią Narodowo-Liberalną. W 1876 został wybrany deputowanym do parlamentu. W latach 1876–1881 trzykrotnie pełnił funkcję ministra sprawiedliwości. Od kwietnia do czerwca 1881 sprawował funkcję ministra spraw wewnętrznych. 9 czerwca 1881 objął stanowisko ministra spraw zagranicznych, które sprawował do sierpnia 1882. W 1897 pełnił funkcję przewodniczącego Senatu.